# グラフィックデザイン学科
グラフィックデザイン学科（グラフィックデザインがっか）は、グラフィックデザイン、ビジュアルデザイン、視覚伝達デザインなどの教育研究を目的とした大学の学科の一つである。

## グラフィックデザイン学科をもつ日本の大学
- 東北芸術工科大学 デザイン工学部 グラフィックデザイン学科
- 多摩美術大学 美術学部 グラフィックデザイン学科

## その他グラフィックデザインコース・専攻等をもつ日本の大学
- 京都市立芸術大学 美術学部 ビジュアルデザイン専攻（グラフィックデザイン イラストレーションなど）
- 武蔵野美術大学 美術学部 視覚伝達デザイン学科
- 日本大学藝術学部 デザイン学科　コミュニケーションデザイン（イラストレーション、グラフィック、CGなど）
- 東京造形大学 造形学部 デザイン学科・グラフィックデザイン専攻
- 東北芸術工科大学 デザイン工学部 情報デザイン学科　グラフィックデザインコース
- 常葉学園大学 造形学部 造形学科　視覚伝達デザイン系
- 名古屋造形大学(旧名古屋造形芸術大学) 造形学部 造形学科　視覚伝達デザインコース　（2008年4月新設予定）
- 文星芸術大学 美術学部 美術学科　デジタルグラフィックス専攻
- 愛知県立芸術大学 美術学部 デザイン・工芸科　デザイン専攻　グラフィックデザイン
- 筑波大学 芸術専門学群　 デザイン主専攻　情報デザイン専門領域（グラフィック、イラストレーション）
- 金沢美術工芸大学 美術工芸学部 デザイン科　視覚デザイン専攻（グラフィックデザイン等）
- 成安造形大学 造形学部 デザイン科　メディアデザイン群　グラフィックデザインクラス
- 愛知産業大学 造形学部 デザイン学科　グラフィックコース
- 崇城大学 芸術学部 デザイン学科　グラフィックデザインコース
- 大阪芸術大学 芸術学部 デザイン学科　コミュニケーションデザイン（グラフィック、ビジュアルアーツ、情報デザインの各クラス
- 大阪工業大学 ロボティクス＆デザイン工学部 空間デザイン学科 ヴィジュアルデザイン/グラフィックデザイン
- 名古屋学芸大学 メディア造形学部 デザイン学科　視覚伝達専門コース（グラフィック）
- 別府大学 文学部 芸術文化学科　視覚伝達デザインコース
- 宝塚造形芸術大学 造形学部 産業デザイン学科　アドバダイジング＆グラフィックデザインコース
- 桜美林大学 総合文化学群 造形デザイン専修（ファインアート、広告、CG）
- 岡山県立大学 デザイン学部 造形デザイン学科　グラフィックデザインコース
- 会津大学短期大学部 産業情報学科デザイン情報コース　グラフィック分野
- 宇都宮文星短期大学 地域総合文化学科　グラフィックデザインコース
- 桐生短期大学 アート・デザイン学科　グラフィックデザインコース
- 宝仙学園短期大学 造形芸術学科　グラフィックデザイン分野
- 横浜美術短期大学 造形美術科　グラフィックデザインⅠコース（デザインワーク）
- 比治山大学短期大学部 美術科　グラフィックデザインコース
- 九州造形短期大学 デザイン科　視覚デザイン系